# Stefan Schmidt (Organist)

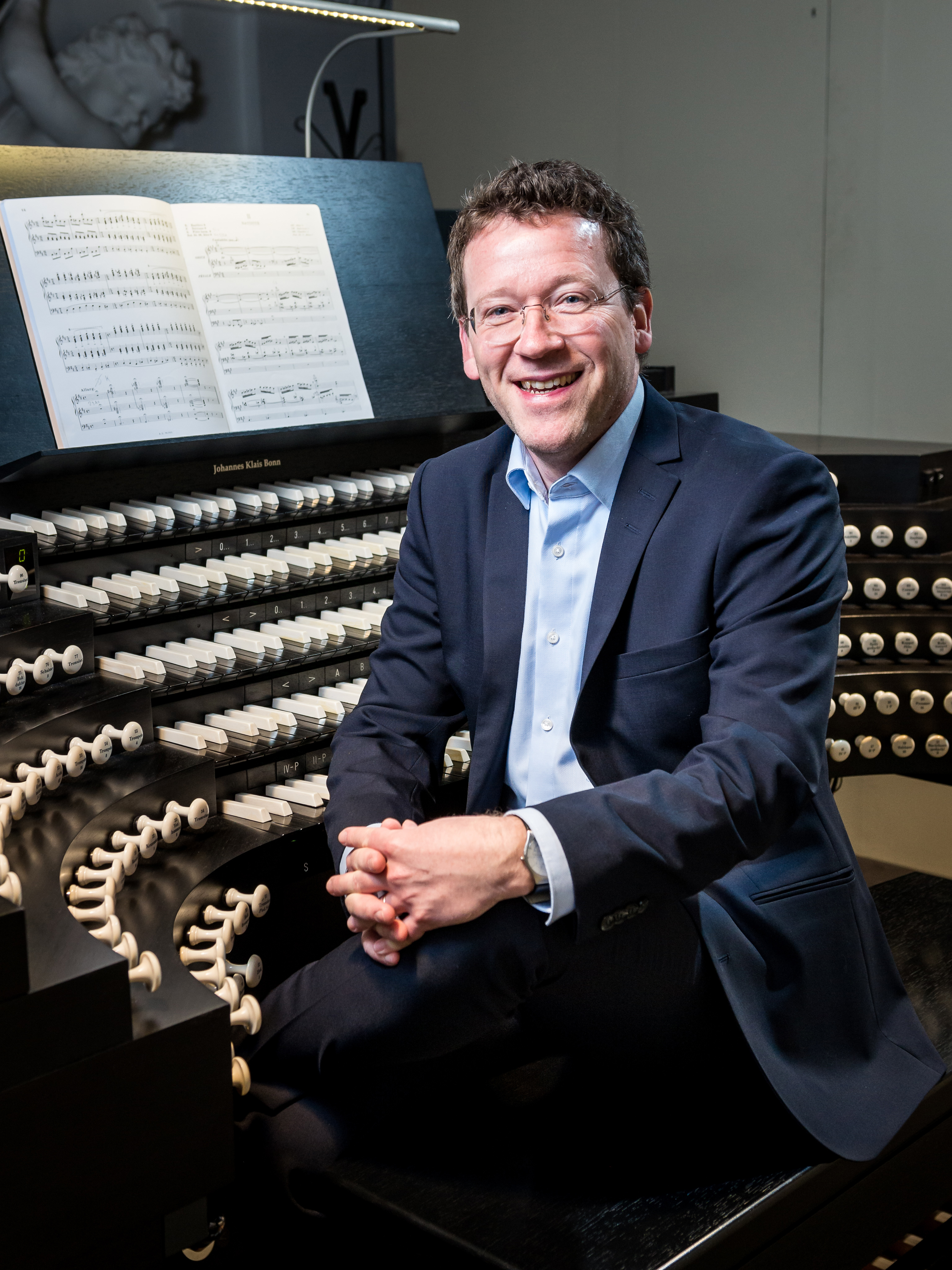
Stefan Schmidt (2018)

Stefan Schmidt (* 16. April 1966 in Düsseldorf) ist ein deutscher Organist und Hochschullehrer.

## Leben und Wirken
Schmidt studierte von 1986 bis 1991 an der Robert Schumann Hochschule Düsseldorf bei Paul Heuser und Heinz Odenthal katholische Kirchenmusik. Nach dem A-Examen wurde er Kantor an St. Peter Düsseldorf und gründete dort den Kammerchor Ars Cantandi, den er bis 2005 leitete. Er ergänzte seine Ausbildung bei Daniel Roth an der Musikhochschule des Saarlandes in Saarbrücken durch das Konzertexamen im Fach Orgel. Seit 1994 lehrt er Orgel und Improvisation an der Robert-Schumann-Hochschule Düsseldorf. 2006 erfolgte dort die Ernennung zum Honorarprofessor. Seit 2005 wirkt er als Domorganist an der Kathedralkirche St. Kilian in Würzburg.

## Tondokumente
- Orgelwerke „größten Styls“ (Aeolus, 1997)
- Louis Vierne : 24 Pièces en style libre (Motette, 1999)
- J.S. Bach: Recital. Die neue Weimbs-Orgel in St. Hubertus, Itter (Aeolus, 2000)
- Maurice Duruflé: Das gesamte Orgelwerk (Aeolus 2001)
- „Puer natus est nobis.“ Improvisationen über gregorianische Themen der Advents- und Weihnachtszeit (Motette, 2001)
- Die historische Seifert-Orgel des Münsters zu Neuss (2001)
- César Franck: Das gesamte Orgelwerk (2002)
- „Veni Creator Spiritus“. Werke von Jeanne Demessieux, Dietrich Buxtehude, Maurice Duruflé und eine Improvisation an der Klais-Orgel des Doms St. Kilian zu Würzburg (Aeolus, 2006)
- Die Orgel im Neumünster zu Würzburg. Werke von Bach, Reger und Improvisationen (Motette, 2012)
- Cesar Franck: Douze Pieces pour grand Orgue auf 2 CDs (Göckel-Orgel op. 47, St. Peter in Düsseldorf)[Anm 1]